# Орпьер
Орпье́р (фр. Orpierre, окс. Aurpèira) — коммуна во Франции, находится в регионе Прованс — Альпы — Лазурный Берег. Департамент коммуны — Верхние Альпы. Главный город кантона Орпьер. Округ коммуны — Гап.
Код INSEE коммуны — 05097.

## Население
Население коммуны на 2008 год составляло 324 человека.
| 1962 | 1968 | 1975 | 1982 | 1990 | 1999 | 2008 |
| ---- | ---- | ---- | ---- | ---- | ---- | ---- |
| 231  | 258  | 257  | 275  | 335  | 256  | 324  |

## Экономика
В 2007 году среди 187 человек в трудоспособном возрасте (15—64 лет) 122 были экономически активными, 65 — неактивными (показатель активности — 65,2 %, в 1999 году было 70,1 %). Из 122 активных работали 115 человек (62 мужчины и 53 женщины), безработных было 7 (3 мужчин и 4 женщины). Среди 65 неактивных 9 человек были учениками или студентами, 32 — пенсионерами, 24 были неактивными по другим причинам.

## Фотогалерея

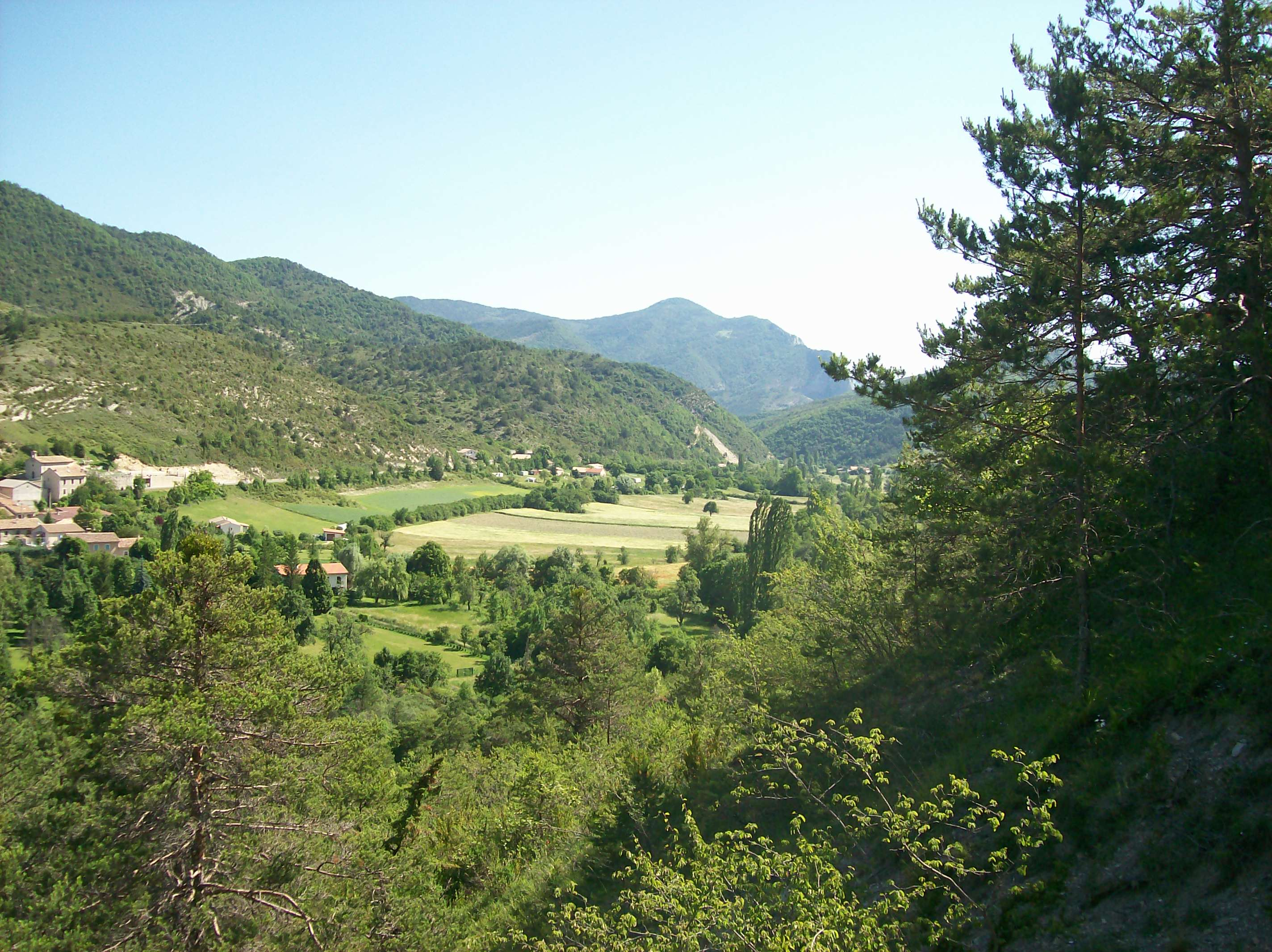
Долина Сеан
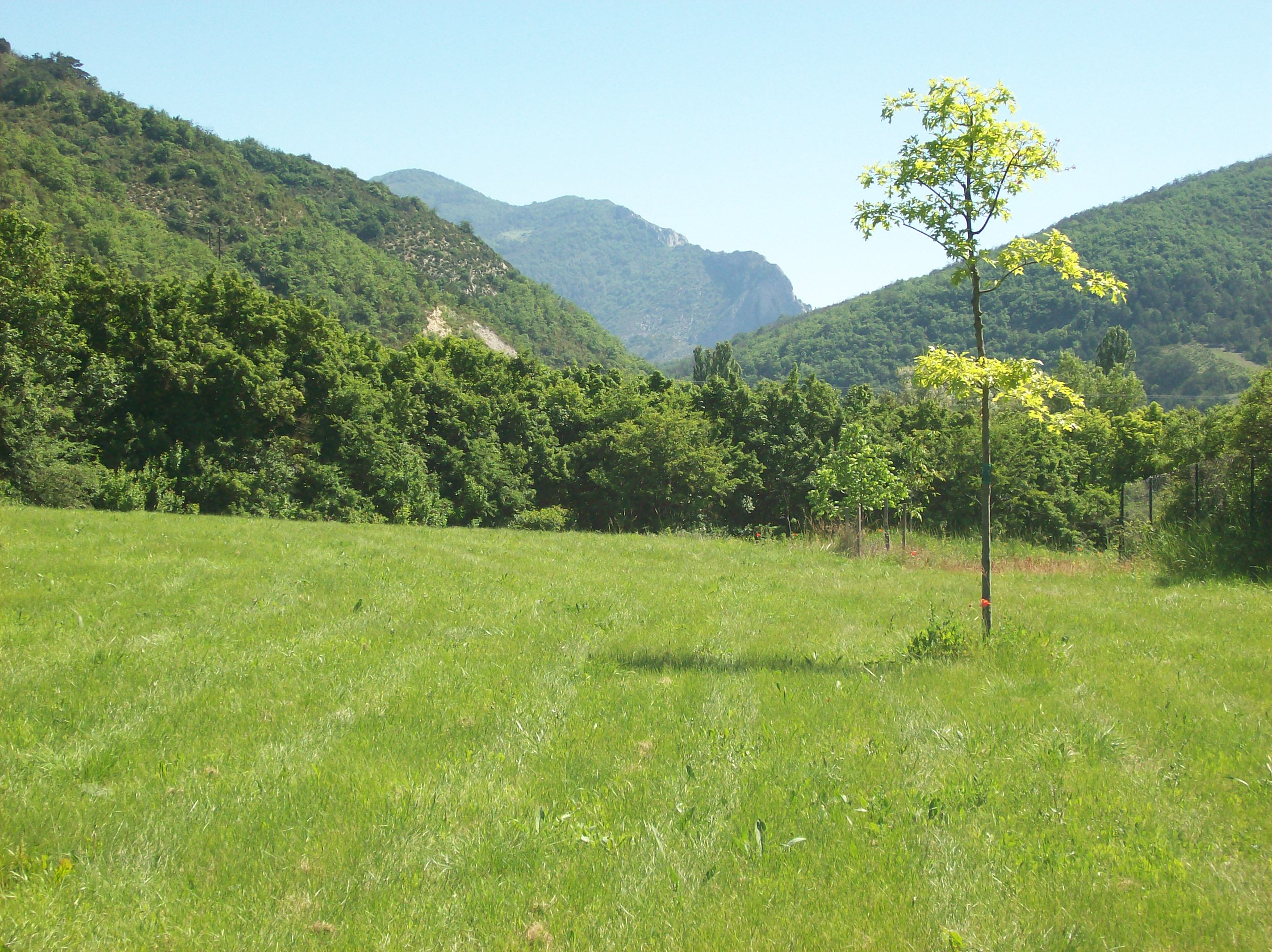
Долина Сеан
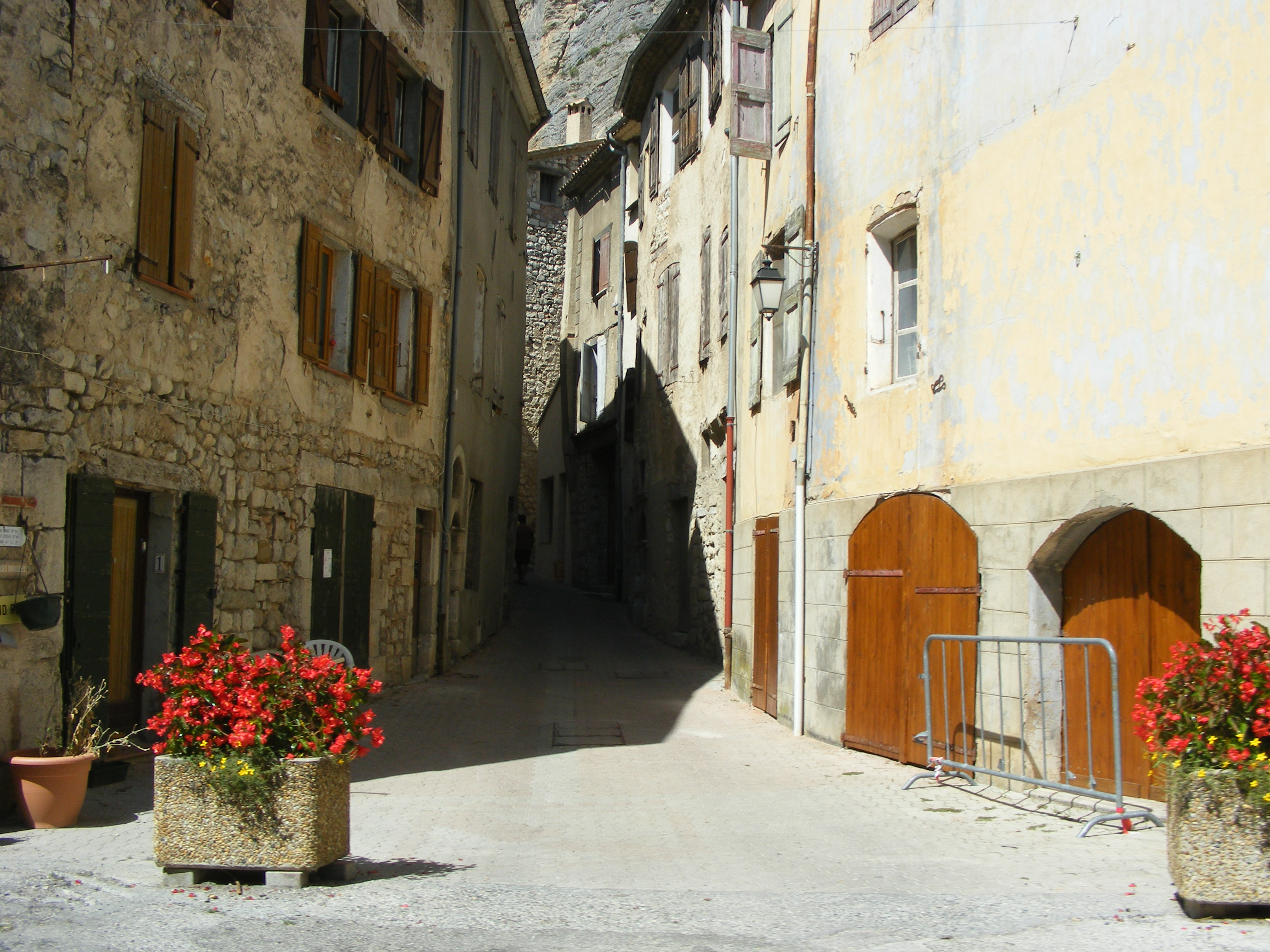
Улица в Орпьере

## Уроженцы
- Альбен де Шевалле (1812—1858) — филолог